# Gaibach (Main)
Der Gaibach ist ein knapp drei Kilometer langer Bach im unterfränkischen Landkreis Main-Spessart, der aus westnordwestlicher Richtung kommend von rechts in den Main mündet.

## Name
Der Name könnte sich von mittelhochdeutsch gou, göu für 'Gäu' ableiten. Alternativ könnte der Bach ursprünglich *Geilbach geheißen haben und entsprechend etwa 'Bach mit wilder Kraft'/'üppiger Bach' bedeutet haben.

## Verlauf
Der Gaibach entspringt, als Kohlschlaggraben im Sandstein-Spessart im Naturraum 141.3 Südöstlicher Sandsteinspessart  am östlichen Fuße der Turmsteinhöhe (453 m ü. NHN) auf dem Gebiet der Gemarkung der Gemeinde Rothenfels knapp zwei Kilometer südwestlich von Neustadt am Main auf einer Höhe von etwa 417 m ü. NHN in der Waldflur Ruderschaftsholz.
Der Bach fließt zunächst gut 100 m südsüdostwärts durch den Wald, kreuzt dann einen Waldpfad. Etwa 230 m bachabwärts wird er bei der Flur Marterwiese auf seiner linken Seite von einem aus dem Marterwiesenbrunnen entspringenden Waldbächlein gespeist. Der Kohlschlaggraben  wird hier auch Marterwiesgraben genannt. Er läuft nun im Burgerwald durch ein enges Tal, quert dann westlich des Mittelrains einen Viehtriebpfad und schlängelt sich danach ostwärts durch den Wald. Der Bach nähert sich der Gemarkungsgrenze zu Neustadt am Main und fließt nun als Gaibach im Abstand von 20–80 m ostsüdostwärts an der Grenze am Südhang des Gaiberges (315 m ü. NHN) entlang durch ein Tal, welches sich nun noch weiter verengt hat. Hier wird er von manchen auch als Lochgraben bezeichnet.
Der Gaibach passiert nun ein kleines Wasserwerk, unterquert noch die von Rothenfels nach Neustadt führende Staatsstraße St 2315 und mündet schließlich im Unteren Maintal im Naturraum 141.03 Lohr-Rothenfelser Maintal auf einer Höhe von 142 m ü. NN bei Mainkilometer 187.2 auf dem Gebiet der Gemeinde Neustadt nördlich eines kleinen Sportplatzes von rechts in den aus dem Nordnordwesten heranfließenden Main.